# Amandine Bourgeois
Amandine Bourgeois (Angoulême, 12 juni 1979) is een Frans zangeres.

## Loopbaan
Bourgeois raakte in 2008 bekend bij het grote publiek door haar deelname aan Nouvelle Star, een Franse talentenjacht. Ze wist de zesde editie van Nouvelle Star te winnen, en won daarmee een platencontract. Ondertussen bracht ze al twee albums uit. Op 22 januari 2013 maakte France 3 bekend dat Amandine Bourgeois Frankrijk zou vertegenwoordigen op het Eurovisiesongfestival 2013 in Malmö, Zweden. Daar bracht zij het nummer L'enfer et moi ten gehore, waarmee ze de 23e plaats behaalde.
1956: Mathé Altéry + Dany Dauberson · 
1957: Paule Desjardins · 
1958: André Claveau · 
1959: Jean Philippe · 
1960: Jacqueline Boyer · 
1961: Jean-Paul Mauric · 
1962: Isabelle Aubret · 
1963: Alain Barrière · 
1964: Rachel · 
1965: Guy Mardel · 
1966: Dominique Walter · 
1967: Noëlle Cordier · 
1968: Isabelle Aubret · 
1969: Frida Boccara · 
1970: Guy Bonnet · 
1971: Serge Lama · 
1972: Betty Mars · 
1973: Martine Clémenceau · 
1975: Nicole Rieu · 
1976: Catherine Ferry · 
1977: Marie Myriam · 
1978: Joël Prévost · 
1979: Anne-Marie David · 
1980: Profil · 
1981: Jean Gabilou · 
1983: Guy Bonnet · 
1984: Annick Thoumazeau · 
1985: Roger Bens · 
1986: Cocktail Chic · 
1987: Christine Minier · 
1988: Gérard Lenorman · 
1989: Nathalie Pâque · 
1990: Joëlle Ursull · 
1991: Amina · 
1992: Kali · 
1993: Patrick Fiori · 
1994: Nina Morato · 
1995: Nathalie Santamaria · 
1996: Dan Ar Braz & Héritage des Celtes · 
1997: Fanny · 
1998: Marie Line · 
1999: Nayah · 
2000: Sofia Mestari · 
2001: Natasha Saint-Pier · 
2002: Sandrine François · 
2003: Louisa Baïleche · 
2004: Jonatan Cerrada · 
2005: Ortal · 
2006: Virginie Pouchain · 
2007: Les Fatals Picards · 
2008: Sébastien Tellier · 
2009: Patricia Kaas · 
2010: Jessy Matador · 
2011: Amaury Vassili · 
2012: Anggun · 
2013: Amandine Bourgeois · 
2014: Twin Twin · 
2015: Lisa Angell · 
2016: Amir · 
2017: Alma · 
2018: Madame Monsieur · 
2019: Bilal Hassani · 
2021: Barbara Pravi · 
2022: Alvan & Ahez · 
2023: La Zarra · 
2024: Slimane · 
2025: Louane
- Bibliothèque nationale de France: cb16070560p (data)
- Gemeinsame Normdatei: 1064636136
- International Standard Name Identifier: 0000 0003 6724 5179
- MusicBrainz: b0b2edd3-36a6-440f-87fe-e8a78ce3ac2b
- Nederlandse Thesaurus van Auteursnamen: 423595881
- Réseau des bibliothèques de Suisse occidentale: 02-A016515708
- Virtual International Authority File: 231022515
- WorldCat: E39PBJvxy8xkd6rBk4Qtw66Frq